# Kytö (Espoo)

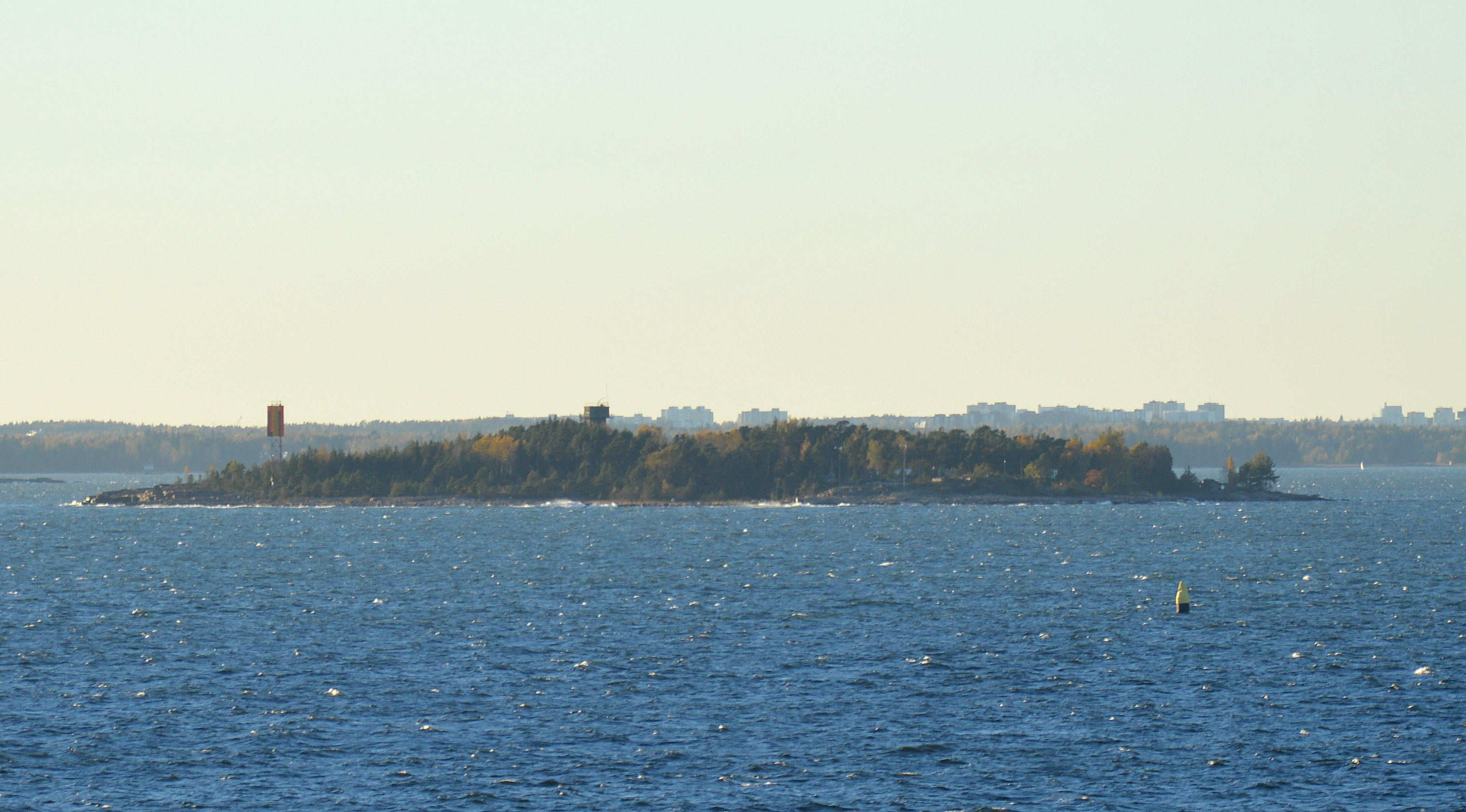
Kytö, Ostansicht

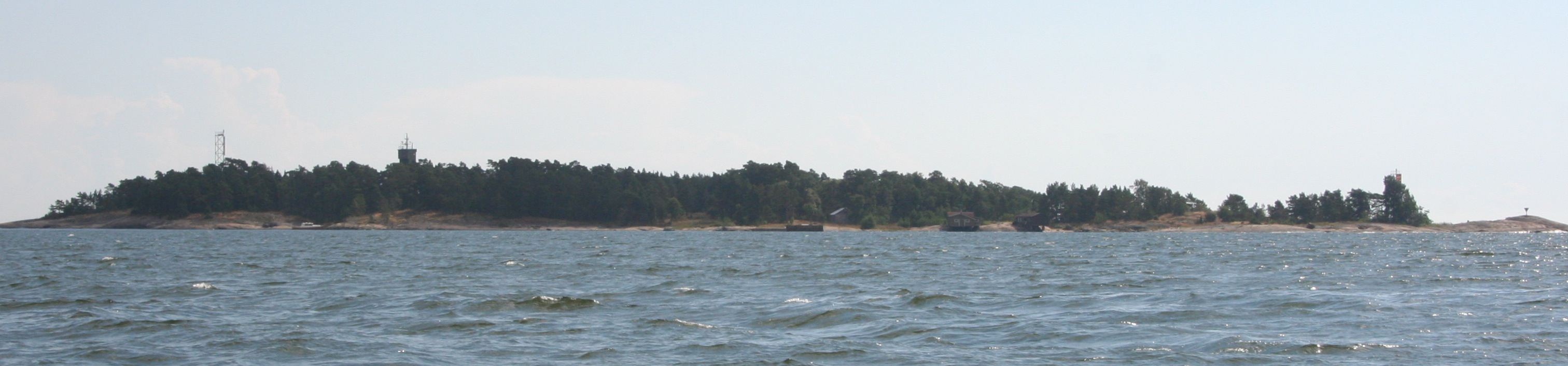
Blick von Westen

Kytö ist eine zu Finnland gehörende Insel in der Ostsee südwestlich von Helsinki im Finnischen Meerbusen.
Die Insel gehört zum Gebiet der finnischen Stadt Espoo. Östlich von Kytö verläuft der Seeweg zum nordöstlich gelegenen Hafen von Helsinki. Unmittelbar südwestlich von Kytö liegt die nur durch einen flachen Wasserstreifen getrennte Insel Djupuddsklacken. Etwas weiter nördlich befindet sich die Insel Södra Kytökäringen.
Die Fläche der im Inneren bewaldeten Insel beträgt etwa 16 Hektar. Sie erreicht eine Höhe von bis zu 20 Metern und erstreckt sich in West-Ost-Richtung über etwa 600 und in Nord-Süd-Richtung über etwa 400 Meter. Sie ist mit mehreren Gebäuden und einem ehemals als Radarturm genutzten Turm bebaut. An ihrer Nordseite besteht ein Bootsanleger. Darüber hinaus sind mehrere Seezeichen auf der Insel errichtet. Im südwestlichen Teil der Insel besteht eine lagunenartige Bucht.
Auf Kytö wurden 30 Vogelarten festgestellt. Die Insel ist aufgrund des felsigen Untergrundes landwirtschaftlich nicht nutzbar.
Von 1914 bis 1918 wurde die Insel vom russischen Militär genutzt, es folgten dann Einrichtungen des finnischen Militärs. So bestanden zwei 152-mm-Kanonen und der Feuerkontrollturm. Die militärische Nutzung wurde zum Ende des 20. Jahrhunderts aufgegeben.